# Souls for Sale (film 1923)
Souls for Sale è un film muto del 1923 diretto da Rupert Hughes. Il regista ne firmò anche la sceneggiatura, adattata dal suo omonimo romanzo, pubblicato a New York nel 1922.

## Trama
Figlia del pastore di una piccola città, Remember Steddon - dopo aver appena sposato Owen Scudder ed essersene già pentita - scende, durante una fermata, dal treno dove si trova con il marito. Rimasta sola in mezzo al deserto, viene salvata da una troupe cinematografica che stava girando un film. I cineasti portano con loro a Hollywood la ragazza ma lei, sospettosa delle attenzioni della gente di spettacolo, rifiuta la proposta di recitare che le fanno il regista Frank Claymore e la star Tom Holby. Ritorna in seguito sulla sua decisione dopo aver fatto un giro degli studios e aver visitato quelli della Famous Players-Lasky, Metro, Fox, Robertson-Cole, Pickford-Fairbanks e Goldwyn, dove vede al lavoro le stelle del cinema e celebri registi, tra cui Stroheim, Fred Niblo, Charlie Chaplin. Dopo aver accettato di lavorare con Claymore, Mem si mette a lavorare sodo, salendo ben presto la scala che la porta verso il successo. Sia Claymore che Holby corteggiano la giovane attrice, mentre - nel frattempo - Scudder, il marito di Rem, continua a circuire ragazze innocenti che uccide per incassarne l'assicurazione sulla vita. L'uomo giunge a Hollywood, dove vuole far valere i suoi diritti su Rem, ma resta ucciso durante un incendio colpito dalla macchina del vento che lui aveva messo in funzione. Ormai libera, la giovane attrice può ora scegliere tra i suoi due spasimanti e convola a nozze con Claymore.

## Produzione
Rupert Hughes scrisse, produsse e diresse il film per la Goldwyn Pictures Corporation (con il nome Goldwyn Studios). È il primo film da protagonista di Eleanor Boardman che, avendo vinto il concorso New Faces of 1921, ottenne un contratto con i Goldwyn Studios.
Nel film appaiono in cameo, numerosi nomi famosi di Hollywood, da Charlie Chaplin a Erich von Stroheim. Tra tutti, si nota la coppia Florence Vidor e King Vidor: il regista, dopo il divorzio da Florence, famosa attrice del cinema muto, si sposerà proprio con la giovane Eleanor Boardman.

## Distribuzione
Il copyright del film, richiesto dalla Goldwyn Pictures, fu registrato il 14 aprile 1923 con il numero LP18869.
Distribuito dalla Goldwyn Pictures Corporation, il film uscì nelle sale il 22 aprile 1923 dopo essere stato presentato in prima a New York il 27 marzo.

### Date di uscita
IMDb
- USA	27 marzo 1923	 (New York City, New York)
- USA	22 aprile 1923
- Austria	  1924
- Portogallo	23 febbraio 1925
- USA	24 gennaio 2006	 (alternate version)

Alias
- Almas à Venda	Portogallo
- Almas en venta	Spagna
- Der Markt der Seelen	Austria

### Conservazione
Copia completa della pellicola si trova conservata negli archivi del Museum Of Modern Art di New York.